# Religionsvetenskapliga sällskapet i Stockholm
Religionsvetenskapliga sällskapet i Stockholm är en sammanslutning som anordnar religionsvetenskapliga föredrag, ger publikationsstöd, är politiskt och religiöst obundet och verkar för en vetenskaplig, icke-konfessionell, tillnärmning i studiet av religion.

## Historik
Sällskapet bildades 1906 av en krets där Samuel Fries, Gottlieb Klein och Albert Björck var centralfigurer. De var alla vänner till Nathan Söderblom och hade tillsammans med Söderblom varit aktiva vid ett av världens tidigaste religionsvetenskapliga initiativ, den religionsvetenskapliga kongressen vid Stockholmsutställningen 1897. Björck var pastor i Swedenborgska kyrkan, Fries var den första kyrkoherden i Oscars församling och Klein var rabbin i judiska församlingen. Deras ambition var att genom religionsvetenskapligt samarbete verka för ökat frisinne och en tankeutveckling där religionen inte skulle ses som konserverande utan som en bidragande part i kulturutvecklingen. 
Sällskapet anordnar idag (2018) religionsvetenskapliga föredrag, ger publikationsstöd, är politiskt och religiöst obundet och verkar för en vetenskaplig, icke-konfessionell, tillnärmning i studiet av religion.
Tidigare långvarig ordförande är Göran Agrell, som bland annat publicerat boken Böcker för livet: de bibliska skrifternas innehåll, bakgrund och möte med läsaren. Agrell har även tillsammans med Peter Strömmer gett ut reseguiden I Luthers fotspår: en resebiografi.
Tidigare styrelsemedlemmar inkluderar bland annat överrabbinen Morton Narrowe och docent Björn Skogar. Nuvarande styrelse kassaförvaltare Susanne Olsson , och nuvarande ledamöterna Hanna Stenström, Gunilla Gunner och Marja-Liisa Keinänen, samt ordförande Maria Södling.
En antologi gavs ut 2013 som behandlar Sällskapets centrala grundargestalter med kapitel författade av Göran Agrell, Inga Sanner, Björn Skogar, Maria Södling och Helle Klein.